# Rivaldo
Rivaldo (* 19. April 1972 in Paulista, Bundesstaat Pernambuco; voller Name Rivaldo Vítor Borba Ferreira) ist ein ehemaliger brasilianischer Profifußballer, der 1999 die Auszeichnungen als FIFA-Weltfußballer des Jahres und den Ballon d’Or als „Europas Fußballer des Jahres“ erhielt.
Während seiner aktiven Profikarriere spielte Rivaldo für 16 Vereine auf vier Kontinenten und beendete seine Laufbahn im Alter von 43 Jahren. Rivaldo zählte zu den torgefährlichsten Mittelfeldspielern seiner Generation und erlebte seine herausragenden sportlichen Jahre zwischen 1997 und 2002 beim FC Barcelona. Mit der brasilianischen Nationalmannschaft wurde er 2002 Fußballweltmeister und als fünffacher Torschütze in das All-Star-Team des Turniers gewählt.

## Jugend
Rivaldo Vítor Borba Ferreira wurde am 19. April 1972 in Paulista, einer Vorstadt von Recife im Nordosten Brasiliens (Bundesstaat Pernambuco), geboren. Recife gilt als „Hauptstadt der sozialen Ungleichheit“ und mit seinen Eltern und den vier Geschwistern wuchs Rivaldo in einer Favela in ärmlichen Verhältnissen auf. Die wirtschaftliche Not der Familie war so groß, dass er unter Mangelernährung litt, die Auswirkungen auf seine körperliche Entwicklung hatte: Rivaldo verlor mehrere Zähne und entwickelte eine stark ausgeprägte Varusstellung der Knie („O-Beine“). Obwohl Rivaldo bereits als Kind ein leidenschaftlicher Fußballspieler war und mit dem Nationalsport die Hoffnung auf einen sozialen Aufstieg verband, erschien eine Karriere als Profi aufgrund seiner Herkunft zunächst unwahrscheinlich. Um zum Lebensunterhalt der Familie beizutragen, musste sich Rivaldo beispielsweise als Eisverkäufer auf der Straße durchschlagen. Ein Schlüsselerlebnis für den 16-Jährigen war der frühe Tod seines Vaters Romildo Ferreira, der auf dem Weg zur Arbeit von einem Bus überfahren wurde und wegen unzureichender medizinischer Versorgung verstarb. Die traurige Nachricht erreichte die Familie erst einen Tag später, als Nachbarn in einem lokalen Radioprogramm die Polizeimeldung des tragischen Unfalls hörten.
Rivaldo hat deutsche Vorfahren aus dem münsterländischen Südlohn.

## Vereinskarriere
Als Jugendlicher spielte Rivaldo für den unterklassigen Paulistano FC aus seiner Heimatstadt, bevor er 1991 mit 19 Jahren seinen ersten Profivertrag beim Zweitligisten Santa Cruz FC aus Recife unterschrieb. 1992 erhielt Rivaldo ein Angebot von Mogi Mirim EC aus der sportlich wesentlich anspruchsvolleren Campeonato Paulista und ging in den südlichen Bundesstaat São Paulo.

### SC Corinthians
Der sportliche Durchbruch gelang Rivaldo mit seinem Wechsel zu Corinthians São Paulo, einem der bekanntesten Fußballvereine Brasiliens, für den er 1993 auf Leihbasis spielte. Rivaldo konnte in der Campeonato Paulista mit 11 Toren in 19 Spielen überzeugen und erhielt eine Nominierung für die Mannschaft des Jahres (Bola de Prata). Im Dezember 1993 gab er sein Debüt für die Nationalmannschaft.

### SE Palmeiras
Im Juli 1994 wechselte Rivaldo für 2,4 Millionen US-Dollar zum amtierenden Landesmeister Palmeiras São Paulo, für den er insgesamt zwei Jahre spielen sollte. Sponsor des Klubs war der finanzkräftige Parmalat-Konzern, der es Palmeiras ermöglichte, mit Spielern wie Roberto Carlos, César Sampaio, Flávio Conceição, Zinho, Evair und Edmundo eine der stärksten Vereinsmannschaften in der Geschichte der brasilianischen Liga aufzubieten. Trainer Vanderlei Luxemburgo integrierte Rivaldo in seine Startelf und der Neuzugang konnte mit seinen Leistungen sofort überzeugen. Palmeiras gewann die brasilianische Meisterschaft 1994 und Rivaldo war, gemeinsam mit Evair, mit 14 Ligatreffern bester Torschütze seines Klubs. In den beiden Finalspielen gegen den Erzrivalen Corinthians São Paulo (3:1 und 1:1) war er mit insgesamt drei Toren der entscheidende Schlüsselspieler. Die Sportzeitung Placar wählte Rivaldo am Saisonende zum zweitenmal in die Mannschaft des Jahres (Bola de Prata). Nach diesem Erfolg gingen viele Stammspieler nach Europa und Luxemburgo musste eine neue Mannschaft aufbauen. 1996 kehrte Palmeiras in die Erfolgsspur zurück und gewann mit 28 Punkten Vorsprung vor dem FC São Paulo die Regionalmeisterschaft Campeonato Paulista. Erfolgsgarant war das Quartett bestehend aus Rivaldo, Luizão, Müller und Djalminha, die als torgefährlichste Offensive Südamerikas galten und allein 70 der insgesamt 102 Tore beisteuerten. Die 1:2-Niederlage gegen Cruzeiro Belo Horizonte im Finale der Copa do Brasil am 19. Juni 1996 war Rivaldos letztes Spiel für Palmeiras.

### Deportivo La Coruña
Nach den Erfolgen in der heimischen Liga, folgte für Rivaldo im Sommer 1996 mit einem Wechsel nach Europa der nächste logische Karriereschritt. Gemeinsam mit seinem Mitspieler Amaral stand er kurz vor einem Transfer zur AC Parma, die wie Palmeiras von Parmalat finanziert wurden. Doch nachdem man ihn in Brasilien zum Sündenbock für das enttäuschende Abschneiden bei den Olympischen Spielen gemacht hatte, sagte er Parma ab und entschied sich für einen Wechsel zu Deportivo La Coruña. Der spanische Erstligist ließ sich Rivaldos Transfer umgerechnet zwölf Millionen Euro kosten, was ihn bis heute zu einem der teuersten Neuzugänge der Vereinsgeschichte macht. Bei Depor sollte er den abgewanderten Topstar Bebeto ersetzen, dem 100 Tore für den Klub gelungen waren und traf mit Mauro Silva und Donato auf zwei weitere Brasilianer, die ihm die Eingewöhnungszeit erleichterten. „Sie haben mir so viel Positives über die Stadt und die Fans erzählt, dass ich mich sehr freue, hier zu spielen“, erklärte Rivaldo und Vereinspräsident Augusto César Lendoiro bedachte ihn mit Vorschusslorbeeren, indem er verlauten ließ, Rivaldo sei „besser als Barcelonas Giovanni.“
Rivaldo sollte die Erwartungen der Galicier weit übertreffen. Von Beginn an war er in der Mannschaft von Trainer John Toshack gesetzt, spielte eine Mischung aus Achter und Zehner, genoss viele spielerische Freiheiten. Im Auswärtsspiel beim amtierenden Meister Atletico Madrid am 3. Spieltag hatte Rivaldo seinen ersten großen Auftritt. Er präsentierte sich als leichtfüßiger Spielmacher und markierte sein erstes Tor für Deportivo. Nach zuvor zwei Unentschieden war der 2:0-Auswärtssieg der Startschuss in eine überragende Spielzeit, in der La Coruña erst am 18. Spieltag gegen den FC Barcelona seine erste Niederlage kassierte. Bis zum Jahreswechsel lagen sie nur zwei Punkte hinter Spitzenreiter Real Madrid und durften von der ersten Meisterschaft überhaupt träumen. Rivaldo war der herausragende Offensivspieler, der seine kreative Spielweise mit Effektivität zu verbinden wusste und in 41 Spielen 21 Tore erzielte. Damit hatte er maßgeblichen Anteil daran, dass Deportivo nach Rang neun im Vorjahr nun am Saisonende 1996/97 den dritten Platz belegte und sich für den UEFA-Pokal qualifizierte. Nach dieser überragenden Saison galt Rivaldo als einer der weltweit torgefährlichsten Mittelfeldspieler und auch abseits des Platzes konnte er gefallen, weil er anders als viele seiner brasilianischen Landsmänner bescheiden und demütig auftrat.

### FC Barcelona
Rivaldo hatte das Interesse des FC Barcelona auf sich gezogen und wechselte 1997 für 23,5 Millionen Euro (umgerechnet vier Milliarden Peseten) zum katalanischen Spitzenklub. Damit war er zusammen mit Sonny Anderson der Königstransfer, denn man hatte ihnen die Rolle der Nachfolger des Weltfußballers Ronaldo zugedacht, der zu Inter Mailand gewechselt war. Barças neuer Trainer Louis van Gaal gestaltete den Spielerkader radikal um und sollte dabei hauptsächlich auf niederländische Akteure setzen. In seiner 4-3-3-Formation setzte er Rivaldo als linken Flügelstürmer ein. Auf der neuen Position wusste Rivaldo mit seinen Fähigkeiten zu überzeugen und war auf Anhieb ein Schlüsselspieler: Im ersten Ligaspiel gegen Real Sociedad San Sebastián (3:0) gelang ihm ein Doppelpack und auch beim 2:3-Auswärtssieg im prestigeträchtigen El Clásico gegen Real Madrid schoss er ein Tor. Mit 19 Ligatreffern war Rivaldo bester Torschütze seiner Mannschaft, die am Saisonende das Double aus Meisterschaft und der Copa del Rey gewinnen konnte. In dem hart umkämpften Endspiel hatte Rivaldo gegen RCD Mallorca den wichtigen 1:1-Ausgleich erzielt. Der Sieg im UEFA-Super-Cup gegen Borussia Dortmund (2:0, 1:1) war sein erster internationaler Titel. Im zweiten Jahr (1998/99) spielte Rivaldo den wohl besten Fußball seiner Karriere und konnte die Leistungen aus der Vorsaison mit 40 Scorerpunkten (24 Tore, 16 Vorlagen) nochmals steigern. Dabei bildete er mit Patrick Kluivert und Luís Figo eine der besten Angriffsreihen Europas. Gemeinsam führten sie den FC Barcelona erneut zum Meistertitel und Rivaldo belegte hinter Raúl den zweiten Platz der spanischen Torschützenliste (Pichichi-Trophäe). Dabei hatte er sechsmal einen Doppelpack erzielt und in der Partie gegen Real Oviedo (3:1) war ihm ein Hattrick gelungen. Folgerichtig erhielt Rivaldo am 20. Dezember 1999 mit dem Ballon d’Or die Auszeichnung als „Europas Fußballer des Jahres“ und wenig später die Ehrung als FIFA-Weltfußballer des Jahres 1999. In der folgenden Saison 1999/00 hatte der FC Barcelona in der Liga das Nachsehen und verpasste als Vizemeister mit fünf Punkten Rückstand den Titel-Hattrick. Während Barça in den beiden Vorjahren bereits nach der Gruppenphase der Champions League vorzeitig ausgeschieden war, legten sie nun den Fokus auf den Europapokal, scheiterten jedoch im Halbfinale am FC Valencia. Mit zehn Treffern war Rivaldo neben Rául und Mário Jardel Co-Torschützenkönig der Champions League. Doch die Spielzeit wurde durch den seit Monaten schwelenden Konflikt zwischen Rivaldo und van Gaal überschattet, der im Dezember 1999 offen ausgebrochen war, nachdem der Brasilianer erklärt hatte, er wolle künftig nicht mehr auf der Position des Linksaußen spielen. Stattdessen verlangte er im offensiven Mittelfeld aufgestellt zu werden, was van Gaal als Disziplinlosigkeit wertete. Der Trainer warf Rivaldo öffentlich mangelhaften Ehrgeiz und Einsatzwillen vor und strich ihn vorübergehend aus dem Aufgebot. Der Streit weckte vor allem bei Lazio Rom Hoffnungen, Rivaldo verpflichten zu können, dessen Ablösesumme auf umgerechnet 89 Millionen Euro festgesetzt war. In der spanischen Sportpresse kursierten auch Spekulationen über einen Spielertausch mit David Beckham von Manchester United. Nach einer titellosen Saison endete im Mai 2000 van Gaals erste Amtszeit beim FC Barcelona und der ungeliebte Niederländer wurde durch den bisherigen Jugendtrainer Llorenç Serra Ferrer ersetzt. Nachdem Luís Figo zum Erzrivalen Real Madrid gewechselt war, erhöhte auch Rivaldo den Druck auf den neuen Vereinspräsidenten Joan Gaspart, um seine Gehaltsforderungen durchzusetzen. Nach langwierigen Verhandlungen unterschrieb Rivaldo im August 2000 schließlich einen neuen Vertrag, der sein Nettogehalt auf 6,6 Millionen Euro verdoppelte und ihn zum bestbezahlten Fußballer der Welt machte. Der Vertrag lief bis 2003 und legte die Ablösesumme für ausländische Vereine auf 178 Millionen Euro fest.
Serra Ferrer setzte Rivaldo überwiegend auf dessen Lieblingsposition im offensiven Mittelfeld ein, wodurch er das Angriffsspiel noch mehr als bislang auf ihn zuschnitt. Der Spielmacher bewies erneut Effizienz und erreichte 2000/01 seinen Karrierebestwert von 36 Toren in 53 Pflichtspielen (Primera División: 23; Champions League: 6; UEFA-Pokal: 5; Copa del Rey: 2). Bei der Wahl zum Weltfußballer des Jahres 2000 belegte Rivaldo hinter Zinédine Zidane und Luís Figo den dritten Platz. Trotz dieser individuellen Höchstleistung gewann Barça keinen Titel und scheiterte im UEFA-Pokal-Halbfinale am FC Liverpool (0:0, 0:1). In der Liga musste Barcelona am letzten Spieltag gegen den direkten Konkurrenten FC Valencia gewinnen, um sich für die Champions League zu qualifizieren. Eindrucksvoll belegte Rivaldo seine individuelle Klasse und war der Matchwinner. Beim 3:2-Heimsieg im Camp Nou erzielte er einen der wohl bemerkenswertesten Hattricks der Fußballgeschichte: Neben einem direkt verwandelten Freistoß (3. Minute) sowie einem Distanzschuss (45.) zählt insbesondere der umjubelte Siegtreffer per Fallrückzieher von der Strafraumgrenze aus der 87. Spielminute zu den sehenswertesten Treffern in Rivaldos Karriere. Seine letzte Barça-Saison (2001/02) war von Verletzungen geprägt. Rivaldo war nicht mehr in der Form der Vorjahre und konnte in der Primera División lediglich 20 Partien (8 Tore) absolvieren. Auch am Saisonende fiel er verletzungsbedingt aus und verpasste das wichtige Champions-League-Halbfinale gegen den Erzrivalen Real Madrid (0:2, 1:1). Im Mai 2002 kündigte der FC Barcelona die Rückkehr van Gaals als Cheftrainer an und nach der Weltmeisterschaft 2002 verständigte sich Rivaldo mit dem Klub auf eine vorzeitige Auflösung seines bis 2003 laufenden Vertrages. Weder der Verein noch der Spieler nannten Gründe und am 22. Juli 2002 wurde lediglich bekannt gegeben, dass ein für beide Seiten zufriedenstellender Kompromiss erreicht worden sei. Angeblich konnte sich der verschuldete Klub das Gehalt nicht mehr leisten.
Für den FC Barcelona hat Rivaldo in 235 Pflichtspielen 130 Tore erzielt (0,55 Tore pro Spiel). Damit liegt er aktuell auf dem 5. Platz der Rekordtorschützen und war zeitweise bester ausländischer Torjäger des Vereins. Seine letzte Partie für die Blaugrana hatte Rivaldo am 20. April 2002 gegen Celta Vigo (1:2) bestritten.

### AC Mailand
Wenige Tage nach seinem plötzlichen Abschied vom FC Barcelona, wechselte Rivaldo ablösefrei zur AC Mailand. Er unterschrieb am 28. Juli 2002 einen Drei-Jahres-Vertrag mit einem Nettogehalt von 4,5 Millionen Euro. Rivaldo hatte höher dotierte Angebote aus der englischen Premier League ausgeschlagen und auch Real Madrid abgesagt, obwohl Zinédine Zidane sogar angeboten hatte, dafür auf einen Teil seines Gehalts zu verzichten. Der Weltmeister galt als absoluter Wunschspieler von Silvio Berlusconi, der mit der Verpflichtung mitten in der Finanzkrise des italienischen Fußballs Geschick und Besonnenheit bewies. Gleichzeitig signalisierte Berlusconi aber auch, dass er sich noch immer einen Star leisten konnte, während andere Traditions-Klubs ums finanzielle Überleben kämpften. Das Pflichtspieldebüt für die Rossoneri gab Rivaldo am 28. August 2002 bei der 1:2-Niederlage gegen Slovan Liberec in der Champions-League-Qualifikation. Doch Rivaldo war nicht die erhoffte Verstärkung, denn der formschwache Brasilianer sollte das Niveau vergangener Jahre nicht mehr erreichen. Trainer Carlo Ancelotti setzte im Sturmzentrum auf Andrij Schewtschenko und Filippo Inzaghi, als Spielmacher schenkte er dem Portugiesen Rui Costa das Vertrauen, weshalb Rivaldo häufig nur die Rolle des Ergänzungsspielers blieb. Ancelotti versuchte niemals ernsthaft den Neuzugang in sein Spielsystem einzupassen und Rivaldo wurde zum Fehleinkauf, der es in der Serie A 2002/03 lediglich auf 22 Spiele und fünf Tore brachte. Bezeichnenderweise erhielt Rivaldo die Negativauszeichnung Bidone d’oro (goldene Mülltonne) als schlechtester Spieler der italienischen Liga. Auch in der Champions League blieb er regelmäßig hinter den Erwartungen zurück, wenngleich er mit zwei Toren bei 13 Einsätzen zum Titelgewinn in der Königsklasse beitragen konnte. Allerdings saß ein sichtlich frustrierter Rivaldo beim Finale am 28. Mai 2003, das die AC Mailand gegen Juventus Turin im Elfmeterschießen für sich entschied, 120 Minuten auf der Ersatzbank und wurde nicht eingesetzt. Einen der wenigen persönlichen Saisonhöhepunkte für Rivaldo markierte das Final-Rückspiel der Coppa Italia, als er beim 2:2 gegen die AS Rom seine individuelle Klasse mit einer Vorlage sowie einem Tor aufblitzen ließ.
Während die AC Mailand im Sommer 2003 mit dem aufstrebenden Jungstar Kaká eines der hoffnungsvollsten Talente des Weltfussballs verpflichtet hatte, geriet Rivaldo zu Beginn seiner zweiten Milan-Spielzeit endgültig auf das Abstellgleis. Das Leistungsvermögen des mittlerweile 31-Jährigen entsprach nicht mehr den höchsten Ansprüchen und nachdem er im ersten Saisonspiel gegen Ancona Calcio 90 Minuten auf der Bank schmoren musste, bat Rivaldo Vizepräsident Adriano Galliani um die vorzeitige Auflösung seines Vertrages. Danach brachte er es lediglich zu zwei Kurzeinsätzen im UEFA-Super-Cup gegen den FC Porto (1:0) sowie in der Champions-League-Gruppenphase gegen Celta Vigo (0:0). Im November 2003 lösten Rivaldo und Milan den Vertrag einvernehmlich auf.

### Cruzeiro EC
Nach der Ausbootung in Mailand galt zunächst ein finanziell lukrativer Wechsel nach Saudi-Arabien als perfekt. Doch Rivaldo schlug das Angebot aus, da er lieber in Brasilien spielen wollte, um seinen Stammplatz in der Nationalelf zu verteidigen sowie den Anspruch auf einen Platz im Olympiateam zu untermauern. Schließlich verkündete Rivaldo nach zähen Verhandlungen am 5. Januar 2004 seinen Wechsel zum amtierenden Landesmeister Cruzeiro Belo Horizonte und kehrte damit nach über acht Jahren in sein Heimatland zurück. Bei seinem neuen Klub unterzeichnete er einen Vertrag bis zum Jahresende, wobei Cruzeiros Werbepartner Siemens den Großteil zur Finanzierung des Weltmeisters beisteuerte. Ein wesentlicher Punkt für die Rückkehr war auch, dass Rivaldos alter Förderer Vanderlei Luxemburgo den Trainerposten übernommen hatte und gemeinsam erklärten sie den Gewinn der Copa Libertadores zum Saisonziel. Rivaldo gab am 24. Januar 2004 sein Debüt in der Regionalmeisterschaft Campeonato Mineiro, wenig später absolvierte er gegen den FC Caracas seine erste Partie in der Copa Libertadores 2004. Allerdings wurde Luxemburgo nach Differenzen mit dem Vorstand am 27. Februar 2004 entlassen, woraufhin auch Rivaldo seinen Vertrag überraschend wieder auflöste. Während des zweimonatigen Gastspiels hatte er für Cruzeiro insgesamt nur 10 Spiele bestritten (2 Tore).

### Olympiakos Piräus
Am 22. Juli 2004 unterschrieb Rivaldo einen Zwei-Jahres-Vertrag bei Olympiakos Piräus aus Griechenlands Super League, Angebote von Werder Bremen oder den Bolton Wanderers hatte er abgelehnt. Als ehemaliger Weltfußballer genoss er immer noch genügend Strahlkraft und war der bekannteste Spieler des Landes, der bei seiner Ankunft am Flughafen von 3.000 Fans frenetisch empfangen wurde. In Piräus traf er auf Giovanni, einen alten Bekannten, mit dem er bereits in Barcelona zusammengespielt hatte. Nach zwei für ihn enttäuschenden Jahren, erlebte Rivaldo einen sportlichen Aufschwung, den seine Kritiker ihm kaum zugetraut hatten. Trainer Dušan Bajević gewährte ihm nahezu alle fußballerischen Freiheiten und Rivaldo bildete mit dem gleichaltrigen Predrag Đorđević das kreative Zentrum der Mannschaft. Neben seiner Erfahrung strahlte er insbesondere durch Distanzschüsse und Standardsituationen weiterhin Torgefahr aus. Sein 1:0-Siegtreffer per Freistoß im Derby gegen Panathinaikos Athen sowie im vorentscheidenden Saisonspiel gegen Iraklis Thessaloniki, das Olympiakos die Meisterschaft brachte, untermauerten Rivaldos Status als Publikumsliebling. Auch in seinem ersten Pokalfinale gegen Aris Thessaloniki (3:0) erzielte Rivaldo ein Tor und wurde zum Man of the Match gewählt. Olympiakos dominierte die griechische Liga und Rivaldo gewann dreimal in Folge die Meisterschaft (2005, 2006, 2007) sowie zweimal den Pokal (2005 und 2006). Als Serienmeister spielte Olympiakos regelmäßig in der Champions League, kam jedoch nicht über die Gruppenphase hinaus und scheiterte 2004/05 nach einer Niederlage gegen den FC Liverpool denkbar knapp am Einzug ins Achtelfinale. Zweimal in Folge erhielt Rivaldo die Auszeichnung des besten ausländischen Spielers der griechischen Liga. Obwohl schon 34 Jahre alt, verlängerte Rivaldo im Juli 2006 seinen Vertrag um ein drittes Jahr, erklärte jedoch, dass die kommende Saison die letzte in Europa sei, bevor er endgültig nach Brasilien zurückkehren werde. 2006/07 präsentierte sich Rivaldo in starker Verfassung und verhalf Olympiakos mit 17 Saisontoren zum Titel-Hattrick. Damit belegte er den zweiten Platz der Torjägerliste.
Entgegen seiner ursprünglichen Ankündigung liebäugelte Rivaldo damit, seinen im Juli 2007 auslaufenden Vertrag um eine weitere Saison zu verlängern. Trotz der Zusage des Klubs zu den gleichen Bezügen zu verlängern, erklärte Rivaldo am 12. Mai 2007 auf einer Pressekonferenz, die Offerte des Klubs sei für ihn inakzeptabel und er fühle sich hintergangen. Vereinspräsident Sokratis Kokkalis hingegen widersprach dem Spieler, da man ihm einen Jahresvertrag zu gleichen Bezügen wie bisher angeboten habe. Das geschätzte Gehalt lag bei 1,9 Millionen Euro pro Saison. Obwohl die sportliche Zusammenarbeit mit fünf Titeln in drei Jahren und 43 Toren in 94 Pflichtspielen erfolgreich war, endete das Engagement im Unfrieden.

### AEK Athen
Nach seinem Abschied von Olympiakos Piräus blieb Rivaldo in Griechenland und schloss sich ablösefrei dem Ligakonkurrenten AEK Athen an. Ein maßgeblicher Grund für den Transfer war, dass die Mannschaft vom ehemaligen Barça-Coach Llorenç Serra Ferrer trainiert wurde, unter dem er 2000/01 eine überragende Saison gespielt hatte. Ein früher Rückschlag war allerdings die verpasste Champions-League-Qualifikation gegen den FC Sevilla (2:0, 4:1). In der griechischen Liga zählte Rivaldo, trotz seines fortgeschrittenen Alters von 35 Jahren, weiterhin zu den herausragenden Akteuren und stellte mit Traianos Dellas, Akis Zikos und Nikos Liberopoulos die zentrale Achse der Athener dar. Rivaldo erzielte acht Ligatore, in den Play-offs traf er in sechs Partien sogar viermal. Bis zum 19. Spieltag lag AEK Athen aussichtsreich an der Tabellenspitze, bevor sie den Serienmeister Olympiakos Piräus an sich vorbeiziehen lassen mussten und am Saisonende 2007/08 den dritten Platz belegten. Im August 2008, kurz nach Saisonbeginn, verständigte sich Rivaldo mit AEK-Vereinspräsident Demis Nikolaidis auf die vorzeitige Freigabe aus seinem laufenden Vertrag.

### Bunyodkor Taschkent
Für die Fußballwelt überraschend, schloss sich Rivaldo mit sofortiger Wirkung dem vergleichsweise unbekannten Klub Bunyodkor Taschkent aus Usbekistan an. Die Ablösesumme lag bei einer Million Euro. In einer Erklärung bat Rivaldo die Anhänger seines bisherigen Vereins um Verständnis („Es ging alles sehr schnell, aber ein solches Angebot konnte ich einfach nicht ausschlagen. Niemand an meiner Stelle hätte das tun können.“).
Bunyodkor war erst 2005 gegründet worden und verfügte dank der Unterstützung usbekischer Energiekonzerne über enorme finanzielle Möglichkeiten, die dem Klub den Beinamen „FC Chelsea Asiens“ eingebracht hatte. Rivaldos Zwei-Jahres-Vertrag brachte ihm ein lukratives Gehalt von etwa 12 Millionen Euro ein, welches wohl kein europäischer Spitzenklub für einen 36 Jahre alten Spieler gezahlt hätte. Indes war der Transfercoup ein enormer Popularitätsschub für den Klub, der zu einem internationalen Aushängeschild gemacht werden sollte. Zwar scheiterten Bunyodkors Abwerbungsversuche bei Topstars wie Samuel Eto’o, Andrés Iniesta oder Cesc Fàbregas, jedoch konnte der Brasilianer Zico als Cheftrainer engagiert werden. Am 11. September 2008 stieg Rivaldo in die bereits laufende Spielzeit ein und krönte seine Ligapremiere gegen FK Mashʼal Muborak (2:0) mit einem Doppelpack. Rivaldo gewann in seiner ersten Saison das Double aus Meisterschaft und Pokal, scheiterte jedoch im Halbfinale der AFC Champions League an Adelaide United (0:3, 1:0). In der international wenig beachteten usbekischen Profiliga war Rivaldo der unbestrittene Star und verlängerte seinen Vertrag am 17. November 2008 vorzeitig um ein weiteres Jahr bis Ende 2011.

### Mogi Mirim EC
Am 18. November 2010 verkündete Rivaldo seine Rückkehr zu Mogi Mirim EC. Er wollte seine Spielerkarriere bei dem Klub fortsetzen, für den er bereits zu Beginn der 1990er Jahre aktiv gewesen war. Darüber hinaus war Rivaldo seit 2008 Mogi Mirims Vereinspräsident und hatte die Verbindlichkeiten in Höhe von 1,8 Millionen Reais (umgerechnet ca. 710.000 Euro) übernommen.

### FC São Paulo
Bereits am 23. Januar 2011 zog Rivaldo zum FC São Paulo weiter und nahm einen Vertrag bis zum Jahresende, mit Option auf Verlängerung um eine weitere Saison, an. Obwohl der Klub als Gegner in der Regionalmeisterschaft Campeonato Paulista antrat, blieb Rivaldo Vereinspräsident von Mogi Mirim und war durch eine Sondergenehmigung des Fußballverbandes CBF spielberechtigt. Der Vertrag legte auch den zukünftigen Austausch von Profis zwischen den beiden Vereinen fest. Gleich in seinem Pflichtspiel-Debüt (3:2-Sieg über CA Linense) am 3. Februar 2011 gelang Rivaldo ein Tor. Im ersten Halbjahr hatte der inzwischen 39-jährige Rivaldo mit Verletzungen zu kämpfen und wurde von Trainer Paulo César Carpegiani nur unregelmäßig eingesetzt. Während der landesweiten Meisterschaft (Campeonato Brasileiro 2011) war Rivaldo Stammspieler und brachte es schließlich auf 30 Einsätze (5 Tore). Nach vier Trainerentlassungen beendete Sāo Paulo die Saison auf dem 6. Tabellenplatz. Der Verein verzichtete auf die Option zur Vertragsverlängerung und Rivaldo verkündete im Dezember 2011 seinen Abschied.

### Kabuscorp FC
Der vereinslose Rivaldo unterschrieb am 15. Januar 2012 einen Jahresvertrag beim Kabuscorp FC do Palanca, einem wenig bekannten Klub aus Angolas Hauptstadt Luanda. Die spektakuläre Neuverpflichtung hatte der vermögende und einflussreiche Vereinspräsident Bento Kangamba ermöglicht. Damit spielte der 40-jährige Rivaldo nach Profistationen in Südamerika, Europa und Asien für den vierten Kontinentalverband. Obwohl er die Girabola-Saison 2012 wegen einer Schulter- und Rückenverletzung vorzeitig beenden musste, wurde Rivaldo zum besten ausländischen Spieler gewählt. Insgesamt kam er in 21 von 30 Ligaspielen zum Einsatz und schoss sich mit 11 Treffern auf den dritten Platz der Torjägerliste. Der Kabuscorp FC belegte in der Abschlusstabelle den 4. Platz. Nach der Saison verkündete Rivaldo am 5. November 2012 seinen Abschied, bemühte sich jedoch um eine dauerhafte Aufenthaltsgenehmigung für Angola, um die von ihm unterstützten Sozialprojekte für Kinder und den Bau einer Kirche weiterhin zu betreuen.

### AD São Caetano
Nach dem Abschied aus Angola kehrte Rivaldo erneut nach Brasilien zurück. Er setzte seine Karriere fort und unterzeichnete am 16. Januar 2013 einen Jahresvertrag beim Zweitligisten AD São Caetano („Ich danke Gott, dass ich mit 40 Jahren noch die Gelegenheit bekommen habe, weiterzuspielen. Ich hatte Angebote verschiedener Klubs erhalten, und das macht mich glücklich.“). Um dort spielen zu können, musste der Altstar seine Klubanteile an Mogi Mirim EC, Gegner in der regionalen Campeonato Paulista, verkaufen. Wegen anhaltender Kniebeschwerden wurde der Vertrag im November 2013 nach 19 Einsätzen vorzeitig aufgelöst.

### Mogi Mirim EC
Rivaldo bestritt im Frühjahr 2014 noch einige Partien für Mogi Mirim EC, dem er nach wie vor als Vereinspräsident vorstand und bestritt sein 900. Pflichtspiel. Obwohl der Schritt lange erwartet worden war, verkündete er am 16. März 2014, nach 24 Profi-Saisons per Instagram überraschend sein Karriereende. Die Entscheidung traf er nach eigenen Aussagen im Anschluss an ein Zwiegespräch mit Gott („Mitten in der Nacht bin ich aufgewacht und habe nach ein paar Minuten der Meditation den Entschluss gefasst, meine Karriere zu beenden. Ich komme aus einfachen Verhältnissen. Alles, was ich habe, verdanke ich dem Fußball. Deshalb liebe ich es zu spielen, und deshalb war es auch schwer, die Entscheidung zu treffen.“).
Im Juni 2015 gab Rivaldo im Alter von 43 Jahren sein Comeback und kehrte auf das Spielfeld zurück. Mogi Mirim war auf den letzten Tabellenplatz der Série B abgerutscht und Rivaldo bestritt in der Folge vier Ligaspiele für den kriselnden Klub. Dabei sorgte er in der Partie gegen Macaé (3:1) für ein Novum, indem sowohl er als auch sein Sohn Rivaldinho (* 1995) ein Tor erzielten. Seine letzte Partie als aktiver Fußballprofi absolvierte er am 16. August 2015 gegen Luverdense EC (1:1) und wurde nach 77 Minuten ausgewechselt.

## Nationalmannschaft

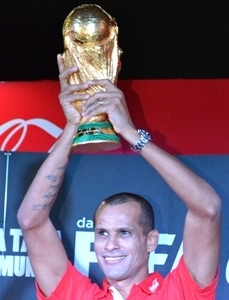
Rivaldo mit dem WM-Pokal

Rivaldo gab am 16. Dezember 1993 im Freundschaftsspiel gegen Mexiko sein Debüt für die Seleção und erzielte den 1:0-Siegtreffer. Allerdings hatte er zunächst einen schweren Stand in der Nationalmannschaft und obwohl er sich berechtigte Hoffnungen auf eine Nominierung für den brasilianischen WM-Kader 1994 machen konnte, verzichtete Nationaltrainer Carlos Alberto Parreira auf ihn und setzte stattdessen auf „Arbeiter.“ Nach sporadischen Einsätzen spielte er 1996 an der Seite von Roberto Carlos, Bebeto und Ronaldo beim Fußballturnier der Olympischen Spiele in Atlanta. Mário Zagallo, der Parreira als Trainer nachgefolgt war, hatte ihn zu seiner Nummer 10 gemacht. Doch Rivaldo enttäuschte schon in der Gruppenphase und blieb auch beim Viertelfinal-Erfolg über Ghana blass. Im Halbfinale gegen Nigeria (3:4) saß er zunächst auf der Bank und hatte nach seiner Einwechselung mehrere Torchancen zur Entscheidung ausgelassen. Zu allem Überfluss leistete er sich einen leichtfertigen Ballverlust, der Nigerias Treffer zum zwischenzeitlichen 3:2 einleitete. Obwohl Brasilien am Ende die Bronzemedaille gewinnen konnte, machten ihn die Medien zum Sündenbock für das Ausscheiden im Halbfinale. Erst im September 1997 wurde Rivaldo von Zagallo wieder in die Nationalmannschaft berufen und war beim Gewinn des FIFA-Konföderationen-Pokal 1997 in Saudi-Arabien mit nur zwei Einsätzen eine Randfigur.
Der endgültige Durchbruch in der Seleção gelang Rivaldo während der WM 1998 in Frankreich. Die Brasilianer galten mit ihrer hochgelobten Offensive als großer Turnierfavorit. Der formstarke Rivaldo reiste als Stammspieler im offensiven Mittelfeld an und zählte zu den besten Spielern der Weltmeisterschaft (3 Tore und 2 Vorlagen in 7 Spielen). Erwartungsgemäß setzte sich Brasilien in der Gruppe A durch, wobei Rivaldo beim 3:0 über Marokko nach einer starken Leistung seinen ersten WM-Treffer erzielte. Das Viertelfinale gegen die überraschend starken Dänen (3:2) entschied der glänzend aufgelegte Rivaldo mit zwei Toren und avancierte zum umjubelten Matchwinner. Nach einem packenden Halbfinale gegen die Niederlande (4:2 im Elfmeterschießen) erreichten die Brasilianer das Endspiel am 12. Juli 1998 im Stade de France, waren jedoch gegen Frankreich chancenlos und verloren verdient mit 0:3. Rivaldo wurde nach dem Turnier in das WM-All-Star-Team berufen.
Im Juli 1999 führte Rivaldo die brasilianische Nationalmannschaft mit fünf Toren zum Gewinn der Copa América. Er wurde als bester Spieler des Turniers ausgezeichnet und seine Leistung war nicht zuletzt ausschlaggebend für die Wahl zum FIFA-Weltfußballer. Obwohl er wegen einer Rotsperre das dritte Vorrundenspiel aussetzen musste, präsentierte er sich als der herausragende und spielentscheidende Akteur seiner Mannschaft. Gegen den großen Rivalen Argentinien (2:1) besorgte Rivaldo per Freistoß den wichtigen Ausgleich und traf beim 3:0-Sieg über Uruguay im Finale doppelt (20., 27. Minute). Den Treffer seines Teamkollegen Ronaldo bereitete er vor.
Obwohl er einer der besten Spieler seiner Generation war, diente er oft als Sündenbock und wurde von den brasilianischen Fans ausgebuht. Die Anfeindungen waren teilweise so, dass Rivaldo über einen Rücktritt nachgedacht hatte. Die Qualifikation für die WM 2002 verlief auch nicht souverän.
Das WM-Turnier wurde der Höhepunkt seiner Karriere. Brasilien gewann jedes Spiel und holte den fünften Titel. Rivaldo gehört zu den besten Spielern des Turniers.
Im ersten Spiel gegen die Türkei fiel Rivaldo allerdings durch eine grobe Unsportlichkeit auf, als er mit einer Schauspieleinlage eine Kopfverletzung vortäuschte, womit er einen Platzverweis seines türkischen Gegenspielers Hakan Ünsal provozierte. Diese Aktion wurde mit einer hohen Geldstrafe geahndet.
In den folgenden Spielen bildete er mit Ronaldo, Ronaldinho und Roberto Carlos den Kern der erfolgreichen Selecao. Alle vier wurden nach dem Turnier ins All-Star-Team der WM gewählt. Rivaldo traf fünfmal und bereitete die zwei Siegtreffer im Finale gegen Deutschland vor.
Sein letztes Länderspiel bestritt Rivaldo am 19. November 2003 beim 3:3-Unentschieden gegen Uruguay.

## Spielweise
Rivaldo, der als das O-beinige Genie bezeichnet wurde, gilt als einer der besten und prägendsten Fußballer seiner Generation. Der Spieler vereinte Effizienz mit Eleganz und trotz einer Körpergröße von 186 cm war er mit einer herausragenden Technik und Ballkontrolle ausgestattet. Durch seine Fähigkeiten im Dribbling sowie dem Einsatz von Finten und Übersteigern war Rivaldo in seinen besten Zeiten kaum zu verteidigen. Seine Kreativität bestand aus plötzlichen, durchschlagskräftigen Aktionen in Strafraumnähe. Seine kraftvollen Distanzschüsse und die mit viel Effet ausgeführten Freistöße strahlten stets Torgefahr aus, wodurch sie den Linksfuß zu einem der torgefährlichsten Mittelfeldspieler überhaupt machten.
Rivaldos bevorzugte Position war das zentrale offensive Mittelfeld, er spielte jedoch auch als Linksaußen oder hängende Spitze.

## Erfolge
Nationalmannschaft
- Weltmeister: 2002 / Vizeweltmeister 1998
- Copa América: 1999
- Konföderationen-Pokal: 1997
- Olympische Spiele: Bronzemedaille 1996

Vereine
- Brasilianischer Meister: 1994
- Staatsmeisterschaft von São Paulo: 1996
- Spanischer Meister (2): 1997/98, 1998/99
- Spanischer Pokalsieger: 1998
- Copa Catalunya: 2000
- UEFA Super Cup (2): 1997, 2003
- UEFA Champions League: 2003
- Italienischer Pokalsieger: 2003
- Griechischer Meister (3): 2004/05, 2005/06, 2006/07
- Griechischer Pokalsieger (2): 2005, 2006
- Usbekischer Meister (3): 2008, 2009, 2010
- Usbekischer Pokalsieger (2): 2008, 2010

Auszeichnungen
- Brasiliens Mannschaft des Jahres (2): 1993, 1994
- Torschützenkönig der Copa del Rey: 1997/98 (8 Tore)
- Bester ausländischer Spieler der Primera División (2): 1998 (Don Balón und El País), 1999 (El País)
- FIFA-Weltfußballer des Jahres: 1999
- Europas Fußballer des Jahres: 1999
- Onze d’or: 1999
- Trofeo EFE: 1999
- World Soccer Spieler des Jahres: 1999
- Bester Spieler der Copa América: 1999
- Torschützenkönig der Copa América: 1999 (5 Tore; gemeinsam mit Ronaldo)
- Torschützenkönig der UEFA Champions League: 2000 (10 Tore; gemeinsam mit Raúl und Mário Jardel)
- Silberner Schuh der WM 2002 (5 Tore; gemeinsam mit Miroslav Klose)
- Wahl ins Allstars-Team der WM 1998 und der WM 2002
- Torschützenkönig der Usbekischen Liga: 2009 (20 Tore)
- Bester ausländischer Spieler der Girabola: 2012
- Mitglied der FIFA 100
- Bidone d’oro: 2003

## Saisonstatistik
| Verein                  | Liga             | Saison          | Liga   | Liga | Nat. Pokal | Nat. Pokal | Int. Pokal | Int. Pokal | Regional | Regional | Andere | Andere | Gesamt | Gesamt |
| Verein                  | Liga             | Saison          | Spiele | Tore | Spiele     | Tore       | Spiele     | Tore       | Spiele   | Tore     | Spiele | Tore   | Spiele | Tore   |
| ----------------------- | ---------------- | --------------- | ------ | ---- | ---------- | ---------- | ---------- | ---------- | -------- | -------- | ------ | ------ | ------ | ------ |
| Paulistano FC           | CP Série A2      | 1989            | 26     | 3    | -          | -          | -          | -          | -        | -        | -      | -      | 26     | 3      |
| Paulistano FC           | CP Série A2      | 1990            | 22     | 4    | -          | -          | -          | -          | -        | -        | -      | -      | 22     | 4      |
| Gesamt                  | Gesamt           | Gesamt          | 48     | 7    | -          | -          | -          | -          | -        | -        | -      | -      | 48     | 7      |
| Santa Cruz FC           | Série B          | 1991            | 18     | 8    | 4          | 2          | -          | -          | 4        | 6        | -      | -      | 26     | 16     |
| Gesamt                  | Gesamt           | Gesamt          | 18     | 8    | 4          | 2          | -          | -          | 4        | 6        | -      | -      | 26     | 16     |
| Mogi Mirim EC           | Série C          | 1992            | 27     | 9    | -          | -          | -          | -          | -        | -        | -      | -      | 27     | 9      |
| Mogi Mirim EC           | Série C          | 1993            | 0      | 0    | -          | -          | -          | -          | 4        | 4        | -      | -      | 4      | 4      |
| Gesamt                  | Gesamt           | Gesamt          | 27     | 9    | -          | -          | -          | -          | 4        | 4        | -      | -      | 31     | 13     |
| Corinthians São Paulo   | Série A          | 1993            | 19     | 11   | -          | -          | -          | -          | -        | -        | -      | -      | 19     | 11     |
| Corinthians São Paulo   | Série A          | 1994            | 0      | 0    | 3          | 0          | -          | -          | -        | -        | -      | -      | 3      | 0      |
| Gesamt                  | Gesamt           | Gesamt          | 19     | 11   | 3          | 0          | -          | -          | -        | -        | -      | -      | 22     | 11     |
| SE Palmeiras            | Série A          | 1994            | 29     | 14   | -          | -          | -          | -          | -        | -        | -      | -      | 29     | 14     |
| SE Palmeiras            | Série A          | 1995            | 16     | 7    | 4          | 2          | 6          | 5          | 8        | 10       | -      | -      | 34     | 24     |
| SE Palmeiras            | Série A          | 1996            | 0      | 0    | 9          | 4          | -          | -          | 25       | 18       | -      | -      | 34     | 22     |
| Gesamt                  | Gesamt           | Gesamt          | 45     | 21   | 13         | 6          | 6          | 5          | 33       | 28       | -      | -      | 97     | 60     |
| Deportivo La Coruña     | Primera División | 1996/97         | 41     | 21   | 5          | 1          | -          | -          | -        | -        | -      | -      | 46     | 22     |
| Gesamt                  | Gesamt           | Gesamt          | 41     | 21   | 5          | 1          | -          | -          | -        | -        | -      | -      | 46     | 22     |
| FC Barcelona            | Primera División | 1997/98         | 34     | 19   | 7          | 8          | 6          | 0          | -        | -        | 4      | 1      | 51     | 28     |
| FC Barcelona            | Primera División | 1998/99         | 37     | 24   | 3          | 2          | 6          | 3          | -        | -        | 2      | 0      | 48     | 29     |
| FC Barcelona            | Primera División | 1999/00         | 31     | 12   | 5          | 1          | 14         | 10         | -        | -        | -      | -      | 50     | 23     |
| FC Barcelona            | Primera División | 2000/01         | 35     | 23   | 5          | 2          | 13         | 11         | -        | -        | -      | -      | 53     | 36     |
| FC Barcelona            | Primera División | 2001/02         | 20     | 8    | -          | -          | 13         | 6          | -        | -        | -      | -      | 33     | 14     |
| Gesamt                  | Gesamt           | Gesamt          | 157    | 86   | 20         | 13         | 52         | 30         | -        | -        | 6      | 1      | 235    | 130    |
| AC Mailand              | Serie A          | 2002/03         | 22     | 5    | 3          | 1          | 13         | 2          | -        | -        | -      | -      | 38     | 8      |
| AC Mailand              | Serie A          | 2003/04         | 0      | 0    | -          | -          | 1          | 0          | -        | -        | 1      | 0      | 2      | 0      |
| Gesamt                  | Gesamt           | Gesamt          | 22     | 5    | 3          | 1          | 14         | 2          | -        | -        | 1      | 0      | 40     | 8      |
| Cruzeiro Belo Horizonte | Série A          | 2004            | 0      | 0    | -          | -          | 3          | 0          | 7        | 2        | -      | -      | 10     | 2      |
| Gesamt                  | Gesamt           | Gesamt          | 0      | 0    | -          | -          | 3          | 0          | 7        | 2        | -      | -      | 10     | 2      |
| Olympiakos Piräus       | Super League     | 2004/05         | 23     | 12   | 2          | 2          | 9          | 1          | -        | -        | -      | -      | 34     | 15     |
| Olympiakos Piräus       | Super League     | 2005/06         | 22     | 7    | 2          | 2          | 5          | 2          | -        | -        | -      | -      | 29     | 11     |
| Olympiakos Piräus       | Super League     | 2006/07         | 25     | 17   | -          | -          | 6          | 0          | -        | -        | -      | -      | 31     | 17     |
| Gesamt                  | Gesamt           | Gesamt          | 70     | 36   | 4          | 4          | 20         | 3          | -        | -        | -      | -      | 94     | 43     |
| AEK Athen               | Super League     | 2007/08         | 29     | 8    | -          | -          | 8          | 3          | -        | -        | 6      | 4      | 43     | 15     |
| AEK Athen               | Super League     | 2008/09         | 0      | 0    | -          | -          | 1          | 0          | -        | -        | -      | -      | 1      | 0      |
| Gesamt                  | Gesamt           | Gesamt          | 29     | 8    | -          | -          | 9          | 3          | -        | -        | 6      | 4      | 44     | 15     |
| Bunyodkor Taschkent     | PFL              | 2008            | 12     | 7    | 1          | 0          | 4          | 2          | -        | -        | -      | -      | 17     | 9      |
| Bunyodkor Taschkent     | PFL              | 2009            | 30     | 20   | 2          | 1          | 9          | 1          | -        | -        | -      | -      | 41     | 22     |
| Bunyodkor Taschkent     | PFL              | 2010            | 11     | 6    | 3          | 3          | 5          | 2          | -        | -        | -      | -      | 19     | 11     |
| Gesamt                  | Gesamt           | Gesamt          | 53     | 33   | 6          | 4          | 18         | 5          | -        | -        | -      | -      | 77     | 42     |
| Mogi Mirim EC           | Série C          | 2011            | 0      | 0    | -          | -          | -          | -          | -        | -        | -      | -      | 0      | 0      |
| Gesamt                  | Gesamt           | Gesamt          | 0      | 0    | -          | -          | -          | -          | -        | -        | -      | -      | 0      | 0      |
| FC São Paulo            | Série A          | 2011            | 30     | 5    | 4          | 0          | 3          | 1          | 9        | 1        | -      | -      | 46     | 7      |
| Gesamt                  | Gesamt           | Gesamt          | 30     | 5    | 4          | 0          | 3          | 1          | 9        | 1        | -      | -      | 46     | 7      |
| Kabuscorp FC            | Girabola         | 2012            | 21     | 11   | -          | -          | -          | -          | -        | -        | -      | -      | 21     | 11     |
| Gesamt                  | Gesamt           | Gesamt          | 21     | 11   | -          | -          | -          | -          | -        | -        | -      | -      | 21     | 11     |
| AD São Caetano          | Série B          | 2013            | 7      | 0    | 2          | 0          | -          | -          | 10       | 2        | -      | -      | 19     | 2      |
| Gesamt                  | Gesamt           | Gesamt          | 7      | 0    | 2          | 0          | -          | -          | 10       | 2        | -      | -      | 19     | 2      |
| Mogi Mirim EC           | Série C          | 2014            | 3      | 0    | -          | -          | -          | -          | 4        | 0        | -      | -      | 7      | 0      |
| Mogi Mirim EC           | Série B          | 2015            | 4      | 1    | -          | -          | -          | -          | -        | -        | -      | -      | 4      | 1      |
| Gesamt                  | Gesamt           | Gesamt          | 7      | 1    | -          | -          | -          | -          | 4        | 0        | -      | -      | 11     | 1      |
| Karriere Gesamt         | Karriere Gesamt  | Karriere Gesamt | 594    | 262  | 64         | 31         | 125        | 49         | 71       | 43       | 13     | 5      | 867    | 390    |

Quellen:

## Sonstiges
Seit 2016 lebt Rivaldo mit seiner zweiten Ehefrau Eliza Kaminski Ferreira (* 1978) hauptsächlich in Windermere im Einzugsgebiet der Metropolregion Greater Orlando (US-Bundesstaat Florida). Der Brasilianer hat aus zwei Ehen insgesamt sechs Kinder. Er tritt als Experte bei Fußball-Übertragungen auf, nimmt an Benefiz-Spielen teil und ist Markenbotschafter des Nahrungsergänzungs-Herstellers FitLine (PM-International).
Während seiner aktiven Zeit wurde Rivaldo durch den japanischen Sportartikelhersteller Mizuno ausgestattet. Sein Vermögen wird auf etwa 52 Millionen Euro geschätzt.
Rivaldo trat in der Vergangenheit als Unterstützer des rechtsextremen brasilianischen Präsidenten Jair Bolsonaro in Erscheinung.
Am 11. September 2023 verkündete der rumänische Erstligist Farul Constanța Rivaldos Einstieg als Gesellschafter, der zehn Prozent der Klubanteile erworben hatte. Präsident und Trainer ist Rumäniens Fußballidol Gheorghe Hagi. Sein ältester Sohn Rivaldinho spielt derzeit für Farul.